# De tal padre, tal hijo
De tal padre, tal hijo (そして父になる Soshite chichi ni naru?,  lit.Y convertirse en padre) es una película dramática de 2013, escrita y dirigida por Hirokazu Koreeda, y protagonizada por Masaharu Fukuyama. Fue estrenada el 18 de mayo de 2013 en el Festival de Cannes, donde fue nominada a la Palma de Oroy recibió el Premio del Jurado y una mención por parte del Jurado Ecuménico. El galardón suscitó una acogida significativa en Japón.
La película también se proyectó en el Festival Internacional de Cine de Toronto de 2013, y ganó el Premio Rogers People's Choice en el Festival Internacional de Cine de Vancouver de 2013  y el Premio Wuaki.TV del público en el Festival Internacional de Cine de San Sebastián de 2013.

## Argumento
Ryōta Nonomiya es un arquitecto de éxito tan absorbido por su trabajo que descuida a su esposa, Midori, y a su hijo, Keita. Un día, al regresar a casa, Midori le dice que el hospital donde nació Keita quiere hablar con ellos urgentemente, y Ryōta siente que hay problemas. En el hospital, la pareja descubre que su hijo biológico Ryūsei fue intercambiado por Keita al nacer, y después de que las pruebas de ADN demuestren el error, deberán tomar una decisión que cambiará sus vidas: quedarse con Keita, el niño que criaron como su propio hijo, o intercambiarlo por su hijo biológico.

## Reparto
- Masaharu Fukuyama como Ryota Nonomiya
- Machiko Ono como Midori Nonomiya
- Keita Ninomiya como Keita Nonomiya
- Shôgen Hwang como Ryūsei Saiki
- Yoko Maki como Yukari Saiki
- Lily Franky como Yūdai Saiki
- Jun Fubuki como Nobuko Nonomiya
- Isao Natsuyagi como Ryōsuke Nonomiya
- Jun Kunimura como Kazushi Kamiyama
- Kirin Kiki como Riko Ishizeki